# Трайно, Александр Иванович
Александр Иванович Трайно (3 января 1952 г.) — советский и российский учёный-металлург, специалист в области обработки металлов давлением. Доктор технических наук. Лауреат Государственной премии СССР.

## Биография
Александр Иванович Трайно родился 3 января 1952 года. После окончания Магнитогорского горно-металлургического института имени Г. И. Носова (МГМИ) (Магнитогорский государственный технический университет имени Г. И. Носова (МГТУ) работал на Магнитогорском металлургическом комбинате в листопрокатном цехе № 4.
В 1979 г. поступил в очную аспирантуру при Центральном научно-исследовательском институте им. И. П. Бардина, в котором в 1982 г. защитил кандидатскую диссертацию. В 1983 г. был принят на работу в Институт металлургии им. А. А. Байкова, где прошел путь от старшего инженера до ведущего научного сотрудника.
В 2009 г. защитил докторскую диссертацию на тему «Исследование и разработка ресурсосберегающих режимов производства листовой стали».

## Научная и производственная деятельность
В круг научных интересов А. И. Тайно входят вопросы теории и практики листопрокатного производства. Он принимал участие в выполнении большого числа научных исследований, проводимых на металлургических предприятиях России, Казахстана, Украины.
Автор более 700 публикаций, в том числе четырёх монографий, более 500 изобретений, многие из которых успешно внедрены в производство. Под его научным руководством защищены три кандидатские диссертации.

## Признание
В 1990 г. А. И. Трайно присуждена Государственная премия СССР в области науки и техники за «создание технологии восстановления и повышения эксплуатационных свойств прокатных валков в чёрной и цветной металлургии».